# Carnac-Rouffiac
Cet article possède un paronyme, voir Karnak (homonymie).
Ne doit pas être confondu avec Carnac.
Carnac-Rouffiac est une commune française, située dans le sud-ouest du département du Lot en région Occitanie.
Elle est également dans le Quercy Blanc, une région naturelle correspondant à la partie méridionale du Quercy, devant son nom à ses calcaires lacustres du Tertiaire.
Exposée à un climat océanique altéré, elle est drainée par la Séoune, le Lissourgues et par divers autres petits cours d'eau. La commune possède un patrimoine naturel remarquable composé d'une zone naturelle d'intérêt écologique, faunistique et floristique.
Carnac-Rouffiac est une commune rurale qui compte 230 habitants en 2022, après avoir connu un pic de population de 809 habitants en 1851.  Elle fait partie de l'aire d'attraction de Cahors. Ses habitants sont appelés les Carnacois ou  Carnacoises.

## Géographie
Commune située dans le Quercy, entre Cahors et Tournon-d'Agenais.

### Communes limitrophes
Les communes limitrophes sont  Albas, Barguelonne-en-Quercy, Bélaye, Porte-du-Quercy et Sauzet.
| Bélaye  | Albas                 |        |
| Fargues | Carnac-Rouffiac       | Sauzet |
|         | Barguelonne-en-Quercy |        |

### Climat
Pour des articles plus généraux, voir Climat de l'Occitanie et Climat du Lot.
En 2010, le climat de la commune est de type climat océanique altéré, selon une étude s'appuyant sur une série de données couvrant la période 1971-2000. En 2020, Météo-France publie une typologie des climats de la France métropolitaine dans laquelle la commune est toujours exposée à un climat océanique altéré et est dans la région climatique Aquitaine, Gascogne, caractérisée par une pluviométrie abondante au printemps, modérée en automne, un faible ensoleillement au printemps, un été chaud (19,5 °C), des vents faibles, des brouillards fréquents en automne et en hiver et des orages fréquents en été (15 à 20 jours).
Pour la période 1971-2000, la température annuelle moyenne est de 12,5 °C, avec une amplitude thermique annuelle de 15,4 °C. Le cumul annuel moyen de précipitations est de 877 mm, avec 11,2 jours de précipitations en janvier et 6,5 jours en juillet. Pour la période 1991-2020, la température moyenne annuelle observée sur la station météorologique la plus proche, située sur la commune d'Anglars-Juillac à 9 km à vol d'oiseau, est de 13,5 °C et le cumul annuel moyen de précipitations est de 822,6 mm,. Pour l'avenir, les paramètres climatiques de la commune estimés pour 2050 selon différents scénarios d’émission de gaz à effet de serre sont consultables sur un site dédié publié par Météo-France en novembre 2022.

### Milieux naturels et biodiversité

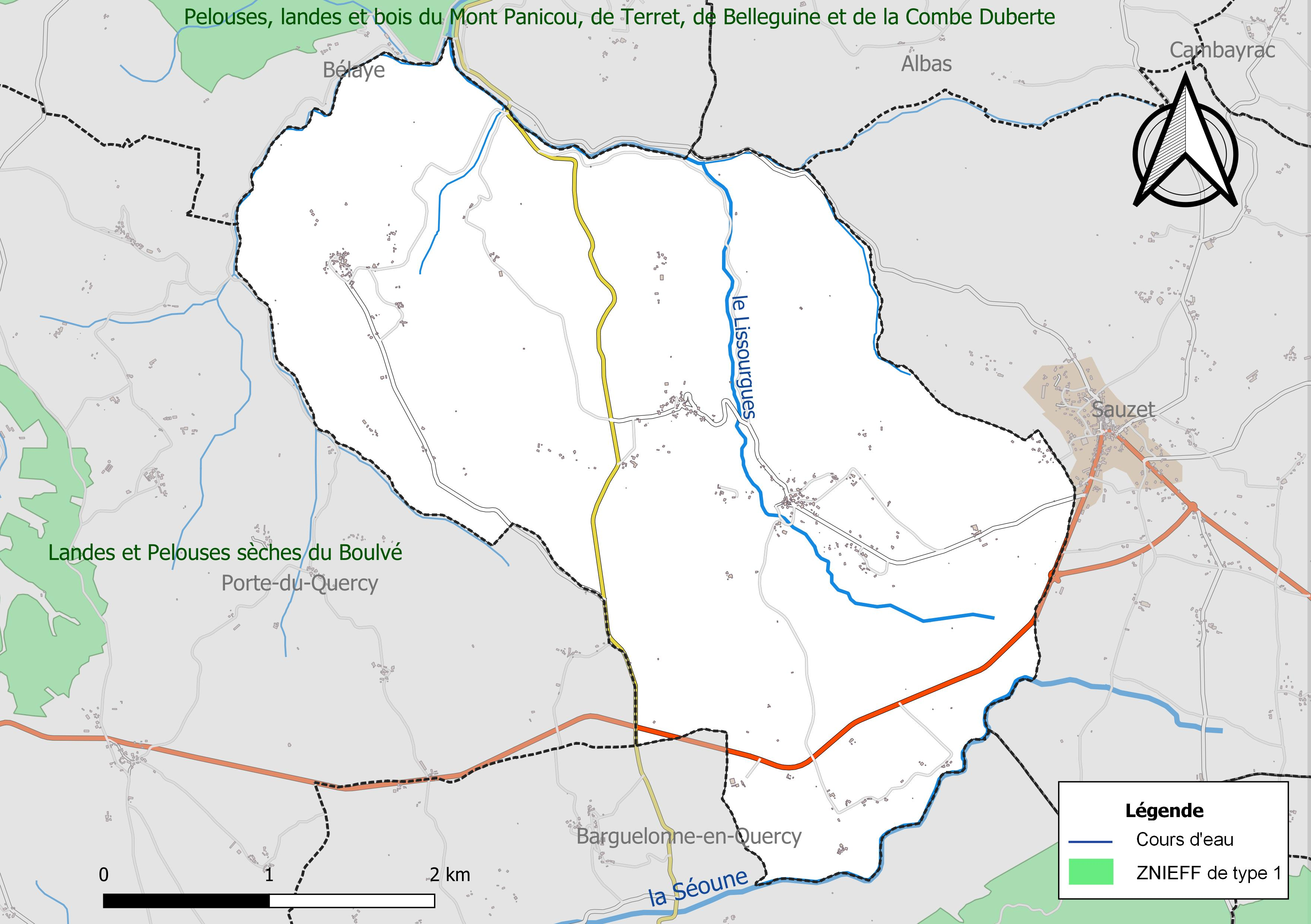
Carte de la ZNIEFF de type 1 localisée sur la commune.

L’inventaire des zones naturelles d'intérêt écologique, faunistique et floristique (ZNIEFF) a pour objectif de réaliser une couverture des zones les plus intéressantes sur le plan écologique, essentiellement dans la perspective d’améliorer la connaissance du patrimoine naturel national et de fournir aux différents décideurs un outil d’aide à la prise en compte de l’environnement dans l’aménagement du territoire.
Une ZNIEFF de type 1 est recensée sur la commune :
les « pelouses, landes et bois du Mont Panicou, de Terret, de Belleguine et de la combe Duberte » (413 ha), couvrant 2 communes du département.

## Urbanisme

### Typologie
Au 1er janvier 2024, Carnac-Rouffiac est catégorisée commune rurale à habitat très dispersé, selon la nouvelle grille communale de densité à sept niveaux définie par l'Insee en 2022.
Elle est située hors unité urbaine. Par ailleurs la commune fait partie de l'aire d'attraction de Cahors, dont elle est une commune de la couronne,. Cette aire, qui regroupe 78 communes, est catégorisée dans les aires de 50 000 à moins de 200 000 habitants,.

### Occupation des sols
L'occupation des sols de la commune, telle qu'elle ressort de la base de données européenne d’occupation biophysique des sols Corine Land Cover (CLC), est marquée par l'importance des territoires agricoles (56,1 % en 2018), une proportion identique à celle de 1990 (56,1 %). La répartition détaillée en 2018 est la suivante : 
prairies (45,5 %), forêts (33,6 %), milieux à végétation arbustive et/ou herbacée (10,3 %), cultures permanentes (3,8 %), zones agricoles hétérogènes (3,7 %), terres arables (3,1 %). L'évolution de l’occupation des sols de la commune et de ses infrastructures peut être observée sur les différentes représentations cartographiques du territoire : la carte de Cassini (XVIIIe siècle), la carte d'état-major (1820-1866) et les cartes ou photos aériennes de l'IGN pour la période actuelle (1950 à aujourd'hui).

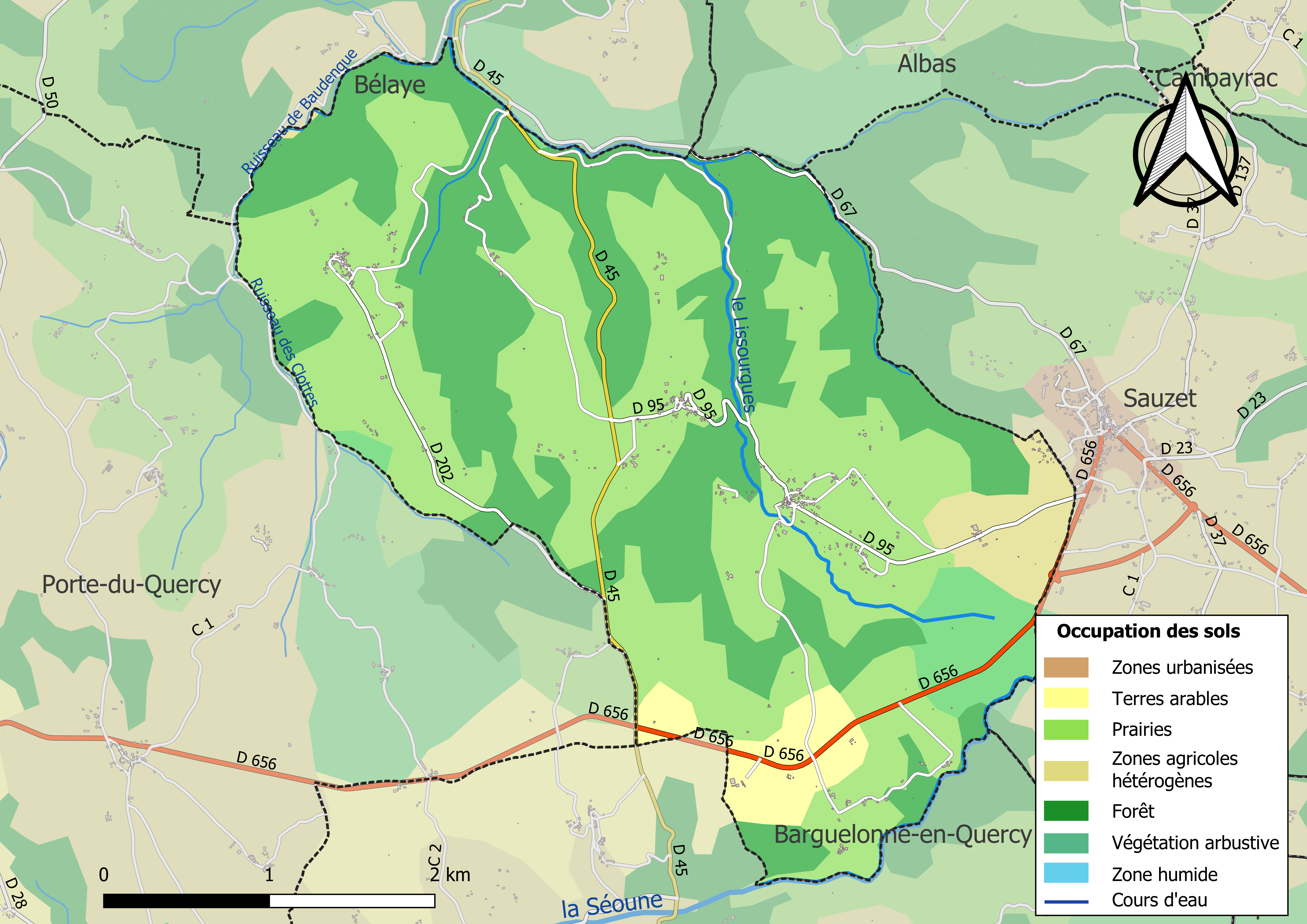
Carte des infrastructures et de l'occupation des sols de la commune en 2018 (CLC).

### Risques majeurs
Le territoire de la commune de Carnac-Rouffiac est vulnérable à différents aléas naturels : météorologiques (tempête, orage, neige, grand froid, canicule ou sécheresse), inondations, feux de forêts, mouvements de terrains et séisme (sismicité très faible). Un site publié par le BRGM permet d'évaluer simplement et rapidement les risques d'un bien localisé soit par son adresse soit par le numéro de sa parcelle.
Certaines parties du territoire communal sont susceptibles d’être affectées par le risque d’inondation par débordement de cours d'eau, notamment la Séoune et le Lissourgues. La cartographie des zones inondables en ex-Midi-Pyrénées réalisée dans le cadre du XIe Contrat de plan État-région, visant à informer les citoyens et les décideurs sur le risque d’inondation, est accessible sur le site de la DREAL Occitanie. La commune a été reconnue en état de catastrophe naturelle au titre des dommages causés par les inondations et coulées de boue survenues en 1982, 1996 et 1999,.
Carnac-Rouffiac est exposée au risque de feu de forêt. Un plan départemental de protection des forêts contre les incendies a été approuvé par arrêté préfectoral le 30 novembre 2015 pour la période 2015-2025. Les propriétaires doivent ainsi couper les broussailles, les arbustes et les branches basses sur une profondeur de 50 mètres, aux abords des constructions, chantiers, travaux et installations de toute nature, situées à moins de 200 mètres de terrains en nature
de bois, forêts, plantations, reboisements, landes ou friches. Le brûlage des déchets issus de l’entretien des parcs et jardins des ménages et des collectivités est interdit. L’écobuage est également interdit, ainsi que les feux de type méchouis et barbecues, à l’exception de ceux prévus dans des installations fixes (non situées sous couvert d'arbres) constituant une dépendance d'habitation.

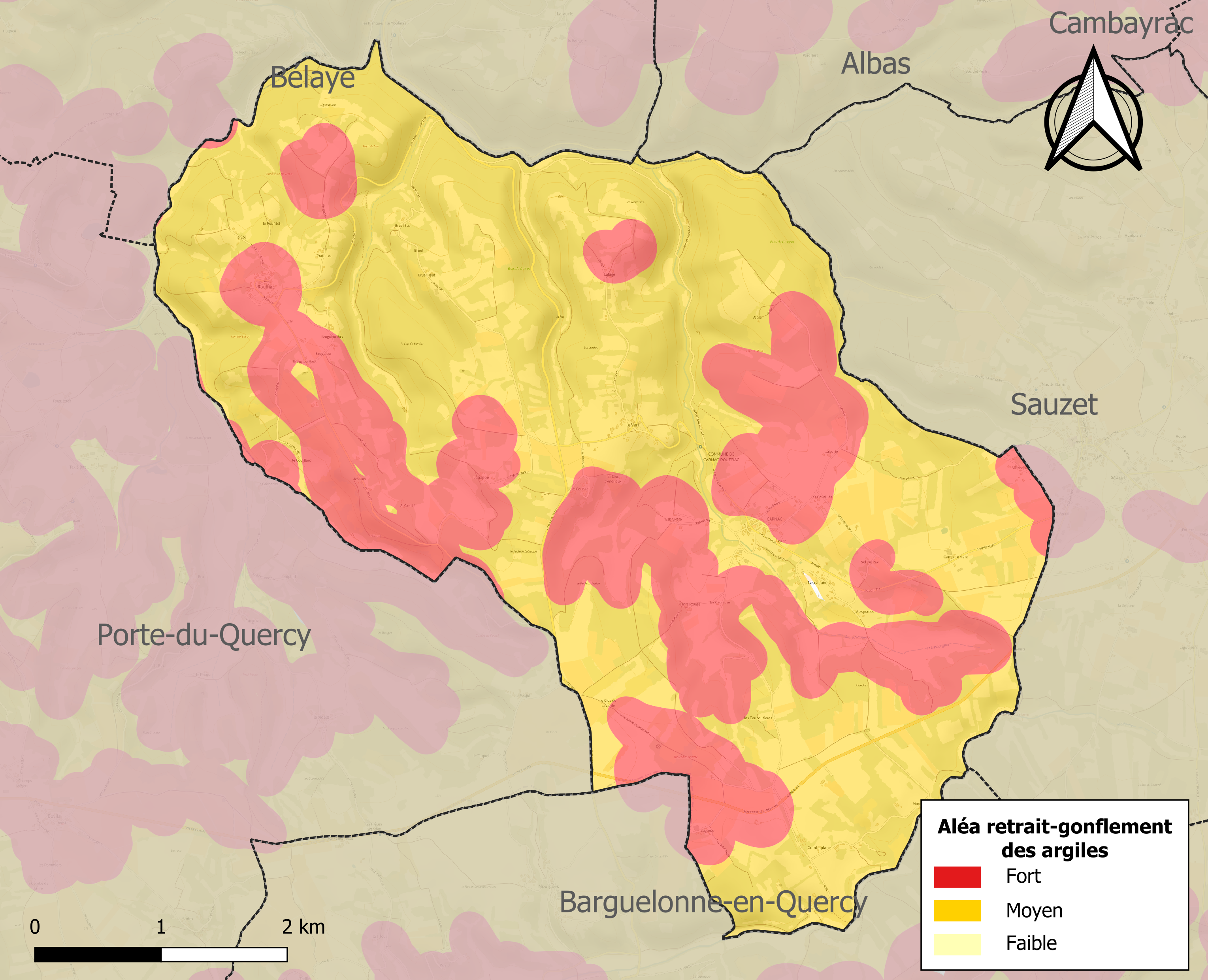
Carte des zones d'aléa retrait-gonflement des sols argileux de Carnac-Rouffiac.

Les mouvements de terrains susceptibles de se produire sur la commune sont des affaissements et effondrements liés aux cavités souterraines (hors mines), des éboulements, chutes de pierres et de blocs, des glissements de terrain et des tassements différentiels. Par ailleurs, afin de mieux appréhender le risque d’affaissement de terrain, l'inventaire national des cavités souterraines permet de localiser celles situées sur la commune.
Le retrait-gonflement des sols argileux est susceptible d'engendrer des dommages importants aux bâtiments en cas d’alternance de périodes de sécheresse et de pluie. La totalité de la commune est en aléa moyen ou fort (67,7 % au niveau départemental et 48,5 % au niveau national). Sur les 199 bâtiments dénombrés sur la commune en 2019, 198 sont en aléa moyen ou fort, soit 99 %, à comparer aux 72 % au niveau départemental et 54 % au niveau national. Une cartographie de l'exposition du territoire national au retrait gonflement des sols argileux est disponible sur le site du BRGM,.
Par ailleurs, afin de mieux appréhender le risque d’affaissement de terrain, l'inventaire national des cavités souterraines permet de localiser celles situées sur la commune.
Concernant les mouvements de terrains, la commune a été reconnue en état de catastrophe naturelle au titre des dommages causés par la sécheresse en 2005 et par des mouvements de terrain en 1999.

## Toponymie

### Carnac
Il s'agit apparemment d’une formation toponymique gauloise ou gallo-romaine en -ac, terminaison qui est issue du suffixe gaulois -ācon (lui-même du celtique commun *-āko-), souvent latinisé en -acum dans les textes. Le premier élément Carn- admet deux explications : la première, et la plus répandue, est que cet élément représente un anthroponyme, en effet depuis les travaux d’Henri d'Arbois de Jubainville et confirmé par les travaux des celtisants, tels que Pierre-Yves Lambert, il est admis que la plupart des formations en -acum, contiennent un nom de personne. Dans ce cas, les toponymistes proposent un type *Carnus, nom de personne gaulois ou gallo-romain non attesté,.
Cependant Albert Dauzat envisage aussi, de manière secondaire, la même explication que pour Carnac en Bretagne, à savoir, un élément carn- qui représente le celtique et pré-celtique *karn- qui signifie « amas de pierre », dérivé du pré-indo-européen *kar « pierre, rocher » (celtique cairn « tas de pierres »→« tumulus »→« lieu sacré », breton karn « tas de pierre »). Cependant dans ce cas il ne peut s'agir du brittonique (breton), mais nécessairement du gaulois *carn de même origine. Le gaulois carn- est indirectement attesté par un verbe carnitu, carnitus mentionné dans des inscriptions qui signifierait « a placé, a érigé (une tombe) ». karni- est un verbe qui à l'origine voulait simplement dire « empiler des pierres » qui a pris le sens plus technique d’« ériger un tombeau ».
Homonymie avec les Charnat (Puy-de-Dôme, Charnac 1277, type nord occitan); Charnay (Doubs, Rhône, Saône-et-Loire, Jura, formes d'oïl et franco-provençale); Charny (Meuse, Carnacum IXe siècle, Carniacum 973, forme d'oïl, rafraîchie avec la variante -iacum), tout comme Charny (Seine-et-Marne, Carni 1170, Carniacum 1200); Charny (Yonne, Côte-d'Or, Aube). L'écueil qui consiste à proposer un nom de personne non documenté peut être évité en proposant l'anthroponyme roman Carenus.

### Rouffiac
Ce toponyme est formé de la même façon à partir de Ruffius.

## Les Templiers et les Hospitaliers
L'église Notre-Dame-de-l'Assomption de Carnac, ancienne commanderie de Templiers puis des Hospitaliers de l'ordre de Saint-Jean de Jérusalem. Les Hospitaliers, seigneurs du lieu, ont fait placer un grand retable dans le chœur,.

## Démographie
L'évolution du nombre d'habitants est connue à travers les recensements de la population effectués dans la commune depuis 1793. Pour les communes de moins de 10 000 habitants, une enquête de recensement portant sur toute la population est réalisée tous les cinq ans, les populations de référence des années intermédiaires étant quant à elles estimées par interpolation ou extrapolation. Pour la commune, le premier recensement exhaustif entrant dans le cadre du nouveau dispositif a été réalisé en 2004.

En 2022, la commune comptait 230 habitants, en évolution de +6,98 % par rapport à 2016 (Lot : +1,31 %, France hors Mayotte : +2,11 %).
| 1793 | 1800 | 1806 | 1821 | 1831 | 1836 | 1841 | 1846 | 1851 |
| ---- | ---- | ---- | ---- | ---- | ---- | ---- | ---- | ---- |
| 457  | 663  | 665  | 773  | 764  | 730  | 731  | 762  | 809  |

| 1856 | 1861 | 1866 | 1872 | 1876 | 1881 | 1886 | 1891 | 1896 |
| ---- | ---- | ---- | ---- | ---- | ---- | ---- | ---- | ---- |
| 736  | 722  | 715  | 729  | 695  | 657  | 609  | 552  | 518  |

| 1901 | 1906 | 1911 | 1921 | 1926 | 1931 | 1936 | 1946 | 1954 |
| ---- | ---- | ---- | ---- | ---- | ---- | ---- | ---- | ---- |
| 510  | 457  | 404  | 347  | 274  | 270  | 266  | 274  | 268  |

| 1962 | 1968 | 1975 | 1982 | 1990 | 1999 | 2004 | 2006 | 2009 |
| ---- | ---- | ---- | ---- | ---- | ---- | ---- | ---- | ---- |
| 235  | 200  | 178  | 175  | 202  | 202  | 236  | 247  | 247  |

| 2014 | 2019 | 2022 | - | - | - | - | - | - |
| ---- | ---- | ---- | - | - | - | - | - | - |
| 221  | 228  | 230  | - | - | - | - | - | - |

## Économie

### Revenus
En 2018, la commune compte 112 ménages fiscaux, regroupant 214 personnes. La médiane du revenu disponible par unité de consommation est de 22 420 € (20 740 € dans le département).

### Emploi
|                | 2008  | 2013  | 2018   |
| -------------- | ----- | ----- | ------ |
| Commune        | 9 %   | 9,8 % | 10,6 % |
| Département    | 7,3 % | 8,9 % | 9,6 %  |
| France entière | 8,3 % | 10 %  | 10 %   |

En 2018, la population âgée de 15 à 64 ans s'élève à 111 personnes, parmi lesquelles on compte 73,4 % d'actifs (62,8 % ayant un emploi et 10,6 % de chômeurs) et 26,6 % d'inactifs,. Depuis 2008, le taux de chômage communal (au sens du recensement) des 15-64 ans est supérieur à celui de la France et du département.
La commune fait partie de la couronne de l'aire d'attraction de Cahors, du fait qu'au moins 15 % des actifs travaillent dans le pôle,. Elle compte 22 emplois en 2018, contre 23 en 2013 et 21 en 2008. Le nombre d'actifs ayant un emploi résidant dans la commune est de 72, soit un indicateur de concentration d'emploi de 29,9 % et un taux d'activité parmi les 15 ans ou plus de 42,9 %.
Sur ces 72 actifs de 15 ans ou plus ayant un emploi, 18 travaillent dans la commune, soit 24 % des habitants. Pour se rendre au travail, 90,5 % des habitants utilisent un véhicule personnel ou de fonction à quatre roues, 1,4 % s'y rendent en deux-roues, à vélo ou à pied et 8,1 % n'ont pas besoin de transport (travail au domicile).

### Activités hors agriculture
13 établissements sont implantés  à Carnac-Rouffiac au 31 décembre 2019.
Le secteur des activités spécialisées, scientifiques et techniques et des activités de services administratifs et de soutien est prépondérant sur la commune puisqu'il représente 30,8 % du nombre total d'établissements de la commune (4 sur les 13 entreprises implantées  à Carnac-Rouffiac), contre 13,5 % au niveau départemental.

### Agriculture
|               | 1988 | 2000 | 2010 | 2020 |
| ------------- | ---- | ---- | ---- | ---- |
| Exploitations | 21   | 14   | 8    | 9    |
| SAU (ha)      | 440  | 312  | 300  | 286  |

La commune est dans les Causses », une petite région agricole occupant une grande partie centrale du département du Lot. En 2020, l'orientation technico-économique de l'agriculture  sur la commune est la viticulture. Neuf exploitations agricoles ayant leur siège dans la commune sont dénombrées lors du recensement agricole de 2020 (21 en 1988). La superficie agricole utilisée est de 286 ha,,.

## Culture locale et patrimoine

### Lieux et monuments
- Autel des Rogations ou oratoire ou reposoir de Sauzet, inscrit au titre des monuments historiques en 1925[36]. L'autel se trouve sur la D95[37].
- L'église paroissiale Saint-Simon et Saint-Jude de Rouffiac[38],[39]. L'édifice est référencé dans la base Mérimée et à l'Inventaire général Région Occitanie[40].
- Église de l'Assomption de Carnac. L'édifice est référencé dans la base Mérimée et à l'Inventaire général Région Occitanie[41].

### Personnalités liées à la commune
- Antoine Pélissié de Mirandole (1786-1850) homme politique, est né à Rouffiac.

#### Site de l'Insee
1. ↑  « La grille communale de densité », sur le site de l'Insee, 28 mai 2024 (consulté le 28 juin 2024).
2. 1 2  Insee, « Métadonnées de la commune de Carnac-Rouffiac ».
3. ↑  « Liste des communes composant l'aire d'attraction de Cahors », sur le site de l'Insee (consulté le 28 juin 2024).
4. ↑  Marie-Pierre de Bellefon, Pascal Eusebio, Jocelyn Forest, Olivier Pégaz-Blanc et Raymond Warnod (Insee), « En France, neuf personnes sur dix vivent dans l’aire d’attraction d’une ville », sur le site de l'Insee, 21 octobre 2020 (consulté le 28 juin 2024).
5. ↑  « REV T1 - Ménages fiscaux de l'année 2018 à Carnac-Rouffiac » (consulté le 5 février 2022).
6. ↑  « REV T1 - Ménages fiscaux de l'année 2018 dans le Lot » (consulté le 5 février 2022).
7. 1 2  « Emp T1 - Population de 15 à 64 ans par type d'activité en 2018 à Carnac-Rouffiac » (consulté le 5 février 2022).
8. ↑  « Emp T1 - Population de 15 à 64 ans par type d'activité en 2018 dans le Lot » (consulté le 5 février 2022).
9. ↑  « Emp T1 - Population de 15 à 64 ans par type d'activité en 2018 dans la France entière » (consulté le 5 février 2022).
10. ↑  « Base des aires d'attraction des villes 2020 », sur site de l'Insee (consulté le 10 avril 2021).
11. ↑  « Emp T5 - Emploi et activité en 2018 à Carnac-Rouffiac » (consulté le 5 février 2022).
12. ↑  « ACT T4 - Lieu de travail des actifs de 15 ans ou plus ayant un emploi qui résident dans la commune en 2018 » (consulté le 5 février 2022).
13. ↑  « ACT G2 - Part des moyens de transport utilisés pour se rendre au travail en 2018 » (consulté le 5 février 2022).
14. ↑  « DEN T5 - Nombre d'établissements par secteur d'activité au 31 décembre 2019 à Carnac-Rouffiac » (consulté le 14 février 2022).
15. ↑  « DEN T5 - Nombre d'établissements par secteur d'activité au 31 décembre 2019 dans le Lot » (consulté le 14 février 2022).

#### Autres sources
1. ↑  « Lot », sur habitants.fr (consulté le 13 avril 2023).
2. ↑  Carte IGN sous Géoportail
3. 1 2  Daniel Joly, Thierry Brossard, Hervé Cardot, Jean Cavailhes, Mohamed Hilal et Pierre Wavresky, « Les types de climats en France, une construction spatiale », Cybergéo, revue européenne de géographie - European Journal of Geography, no 501,‎ 18 juin 2010 (DOI 10.4000/cybergeo.23155, lire en ligne, consulté le 14 novembre 2023)
4. ↑  « Zonages climatiques en France métropolitaine. », sur pluiesextremes.meteo.fr (consulté le 14 novembre 2023).
5. ↑  « Orthodromie entre Carnac-Rouffiac et Anglars-Juillac », sur fr.distance.to (consulté le 14 novembre 2023).
6. ↑  « Station Météo-France « Anglars » (commune d'Anglars-Juillac) - fiche climatologique - période 1991-2020 », sur donneespubliques.meteofrance.fr (consulté le 14 novembre 2023).
7. ↑  « Station Météo-France « Anglars » (commune d'Anglars-Juillac) - fiche de métadonnées. », sur donneespubliques.meteofrance.fr (consulté le 14 novembre 2023).
8. ↑  « Climadiag Commune : diagnostiquez les enjeux climatiques de votre collectivité. », sur meteofrance.fr, novembre 2022 (consulté le 14 novembre 2023).
9. ↑  « Liste des ZNIEFF de la commune de Carnac-Rouffiac », sur le site de l'Inventaire national du patrimoine naturel (consulté le 2 septembre 2021).
10. ↑  « ZNIEFF les « pelouses, landes et bois du Mont Panicou, de Terret, de Belleguine et de la combe Duberte » - fiche descriptive », sur le site de l'inventaire national du patrimoine naturel (consulté le 2 septembre 2021).
11. ↑  « CORINE Land Cover (CLC) - Répartition des superficies en 15 postes d'occupation des sols (métropole). », sur le site des données et études statistiques du ministère de la Transition écologique. (consulté le 14 avril 2021).
12. 1 2 3  « Les risques près de chez moi - commune de Carnac-Rouffiac », sur Géorisques (consulté le 17 octobre 2022).
13. ↑  BRGM, « Évaluez simplement et rapidement les risques de votre bien », sur Géorisques (consulté le 13 septembre 2022).
14. ↑  DREAL Occitanie, « CIZI », sur occitanie.developpement-durable.gouv.fr (consulté le 13 septembre 2022).
15. ↑  « Dossier départemental des risques majeurs dans le Lot », sur lot.gouv.fr (consulté le 13 septembre 2022), partie 1 -  chapitre Risque inondation.
16. ↑  « Dossier départemental des risques majeurs dans le Lot », sur lot.gouv.fr (consulté le 13 septembre 2022).
17. ↑  « Dossier départemental des risques majeurs dans le Lot », sur lot.gouv.fr (consulté le 13 septembre 2022), chapitre Mouvements de terrain.
18. 1 2  « Liste des cavités souterraines localisées sur la commune de Carnac-Rouffiac », sur georisques.gouv.fr (consulté le 13 septembre 2022).
19. ↑  « Retrait-gonflement des argiles », sur le site de l'observatoire national des risques naturels (consulté le 13 septembre 2022).
20. 1 2 3 4 5  Albert Dauzat et Charles Rostaing, Dictionnaire étymologique des noms de lieu en France, Paris, Librairie Guénégaud, 1979 (ISBN 2-85023-076-6)
21. 1 2  Gaston Bazalgues, À la découverte des noms de lieux du Quercy : Toponymie lotoise, Gourdon, Éditions de la Bouriane et du Quercy, juin 2002, 127 p. (ISBN 2-910540-16-2), p. 108, 109.
22. 1 2  Xavier Delamarre, Dictionnaire de la langue gauloise : une approche linguistique du vieux-celtique continental, Arles/impr. en Lituanie, Éditions Errance, 2018, 440 p. (ISBN 978-2-87772-631-3 et 2-87772-631-2, OCLC 1055598056, lire en ligne), p. 105 - 106
23. ↑  Ernest Nègre, Toponymie générale de la France : formations préceltiques, celtiques, romanes, Volume Ier, librairie Droz, Genève, 1990, p. 451 (lie en ligne)
24. ↑  Patrimoine du Lot : église paroissiale Notre-Dame de l'Assomption, commanderie de templiers puis d'hospitaliers de Saint-Jean-de-Jérusalem (Carnac-Rouffiac)
25. ↑  Patrimoine du Lot : retable du maître-autel - église paroissiale Notre-Dame de l'Assomption (Carnac-Rouffiac)
26. ↑  Patrimoines Midi-Pyrénées : église paroissiale Notre-Dame de l'Assomption, commanderie de templiers puis d'hospitaliers de Saint-Jean-de-Jérusalem
27. ↑  « Les maires de Carnac-Rouffiac », sur Site francegenweb, 19 février 2011 (consulté le 12 octobre 2016).
28. ↑  Carnac et Nadillac : on vote ou pas ? sur ladepeche.fr du 15 avril 2014.
29. ↑  L'organisation du recensement, sur insee.fr.
30. ↑  Calendrier départemental des recensements, sur insee.fr.
31. ↑  Des villages de Cassini aux communes d'aujourd'hui sur le site de l'École des hautes études en sciences sociales.
32. ↑  Fiches Insee - Populations de référence de la commune pour les années 2006, 2007, 2008, 2009, 2010, 2011, 2012, 2013, 2014, 2015, 2016, 2017, 2018, 2019, 2020, 2021 et 2022.
33. ↑  « Les régions agricoles (RA), petites régions agricoles(PRA) - Année de référence : 2017 », sur agreste.agriculture.gouv.fr (consulté le 14 février 2022).
34. ↑  Présentation des premiers résultats du recensement agricole 2020, Ministère de l’agriculture et de l’alimentation, 10 décembre 2021
35. ↑  « Fiche de recensement agricole - Exploitations ayant leur siège dans la commune de Carnac-Rouffiac - Données générales », sur recensement-agricole.agriculture.gouv.fr (consulté le 14 février 2022).
36. ↑  « Autel des Rogations », notice no PA00095046, sur la plateforme ouverte du patrimoine, base Mérimée, ministère français de la Culture.
37. ↑  Patrimoines Midi-Pyrénées : croix monumentale : autel des Rogations, ou oratoire, ou reposoir de Sauzet
38. ↑  Patrimoine du Lot : église paroissiale Saint-Simon et Saint-Jude (Carnac-Rouffiac)
39. ↑  Patrimoines Midi-Pyrénées : église paroissiale Saint-Simon et Saint-Jude
40. ↑  « Église paroissiale Saint-Simon et Saint-Jude », sur pop.culture.gouv.fr (consulté le 24 mai 2021).
41. ↑  « Église paroissiale Notre-Dame de l'Assomption, commanderie de templiers puis d'hospitaliers de Saint-Jean-de-Jérusalem », sur pop.culture.gouv.fr (consulté le 24 mai 2021).